# Перин (Тексас)
Перин (енгл. Perrin) насељено је место без административног статуса у америчкој савезној држави Тексас.

## Демографија
По попису из 2010. године број становника је 398.
| Група             | 2000.    | 2010.       |
| Белци             | 0 (0,0%) | 347 (87,2%) |
| Афроамериканци    | 0 (0,0%) | 2 (0,5%)    |
| Азијати           | 0 (0,0%) | 4 (1,0%)    |
| Хиспаноамериканци | 0 (0,0%) | 44 (11,1%)  |
| Укупно            | 0        | 398         |